# Fushifaru (Lhaviyani-atol)
Fushifaru is een van de onbewoonde eilanden van het Lhaviyani-atol behorende tot de Maldiven.